# Clossiana americana
Clossiana americana är en fjärilsart som beskrevs av Embrik Strand 1906. Clossiana americana ingår i släktet Clossiana och familjen praktfjärilar. Inga underarter finns listade i Catalogue of Life.